# Сан-Бьязе
Сан-Бьязе (итал. San Biase) —  коммуна в Италии, располагается в регионе Молизе, в провинции Кампобассо.
Население составляет 270 человек (2008 г.), плотность населения составляет 25 чел./км². Занимает площадь 11 км². Почтовый индекс — 86020. Телефонный код — 0874.
Покровителями коммуны почитаются священномученик Власий Севастийский, празднование 3 февраля, и santa Pia.

## Демография
Динамика населения:

## Администрация коммуны
- Официальный сайт: http://www.comune.sanbiase.cb.it/